# Encalypta leiomitra
Encalypta leiomitra là một loài rêu trong họ Encalyptaceae. Loài này được Kindb. Kindb. mô tả khoa học đầu tiên năm 1892.